# Базилика 1935 года

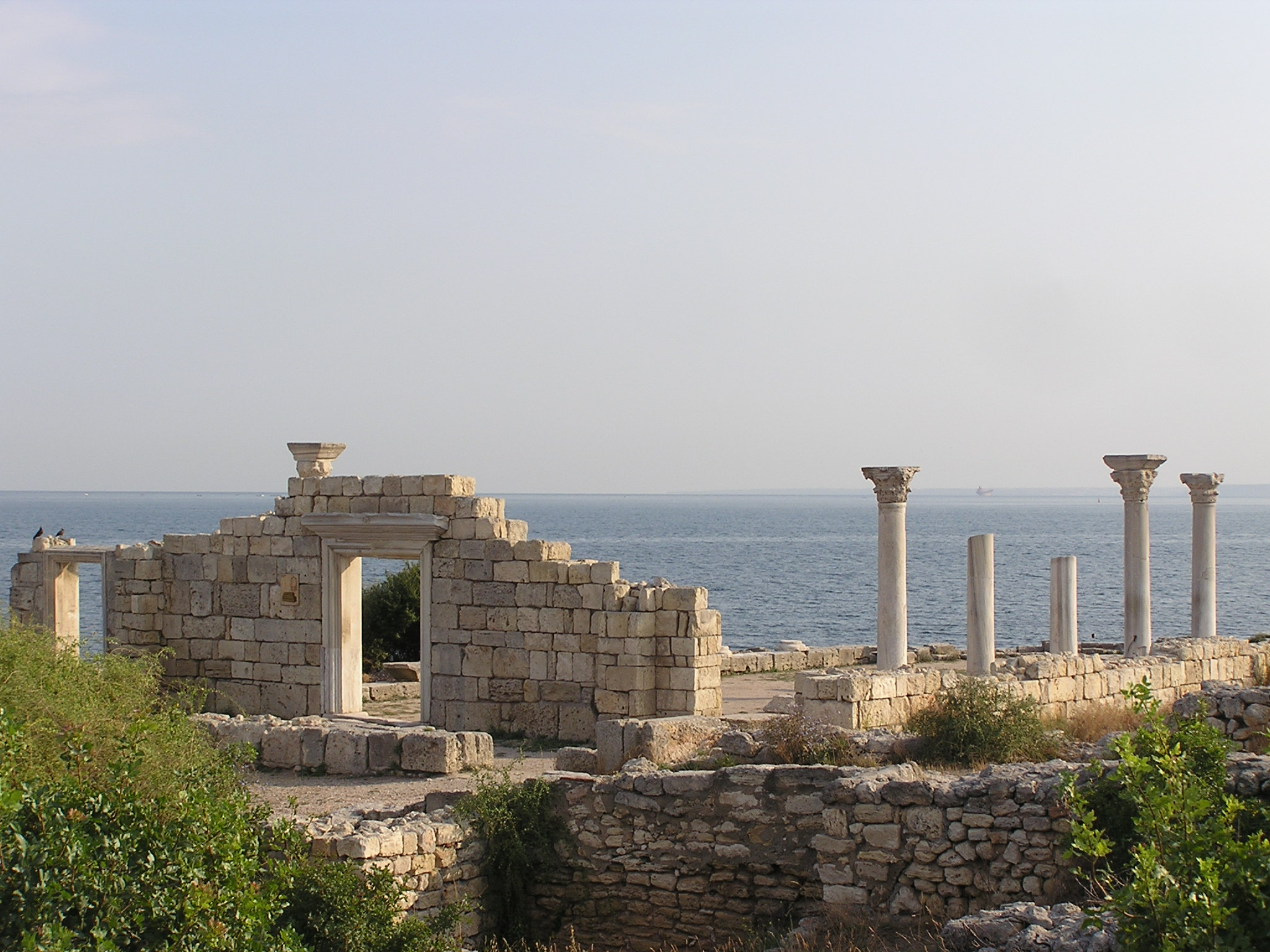
Базилика 1935 года

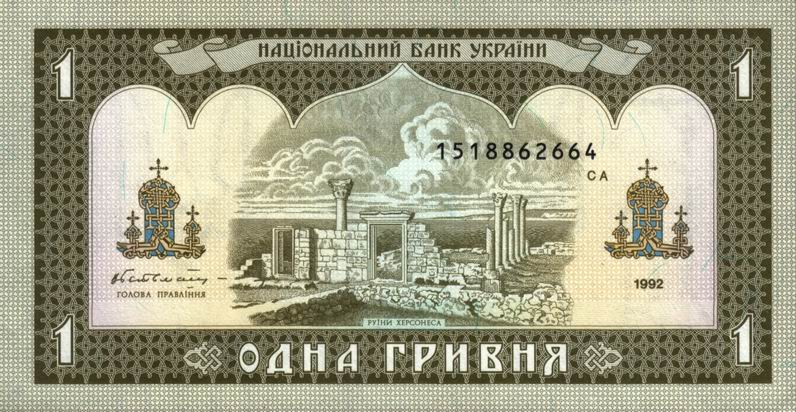
Базилика 1935 года на купюре в 1 грн.

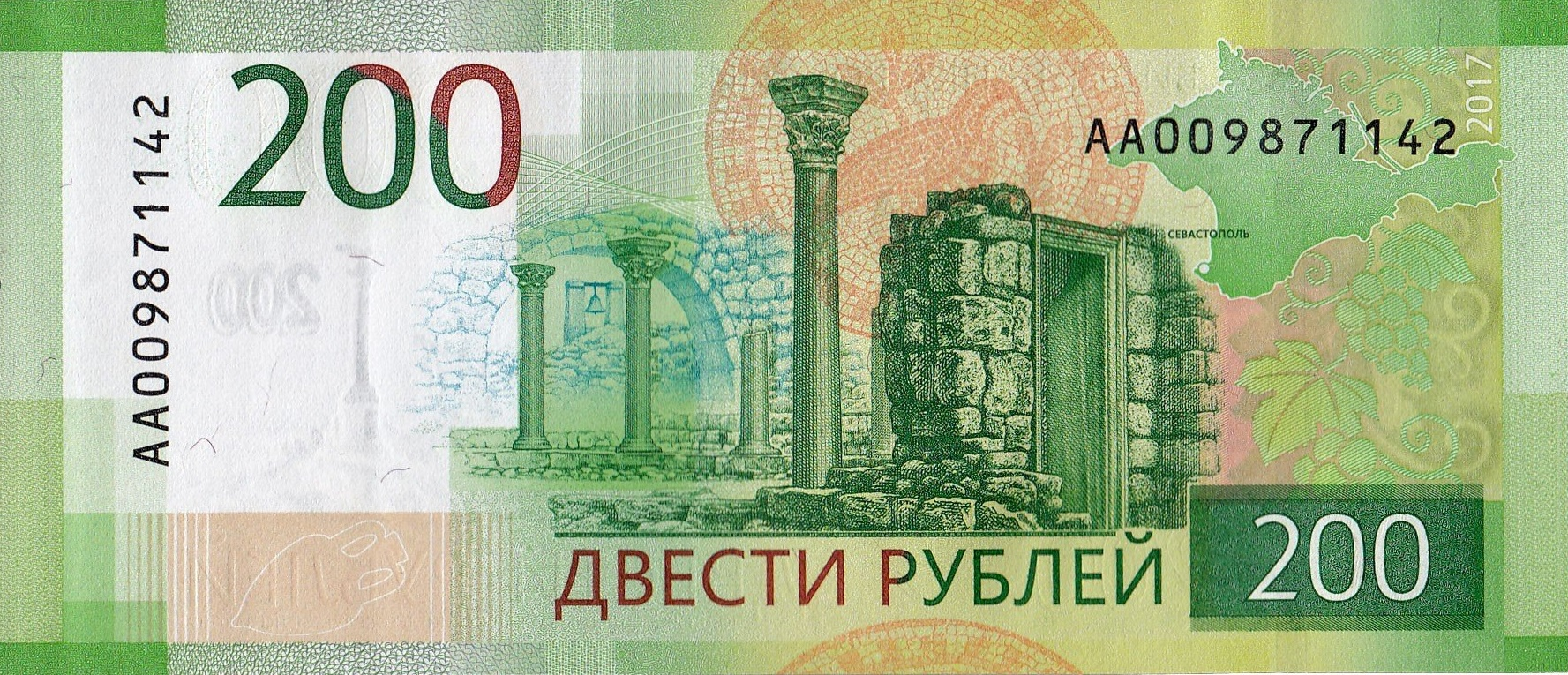
Базилика 1935 года на купюре в 200 руб.

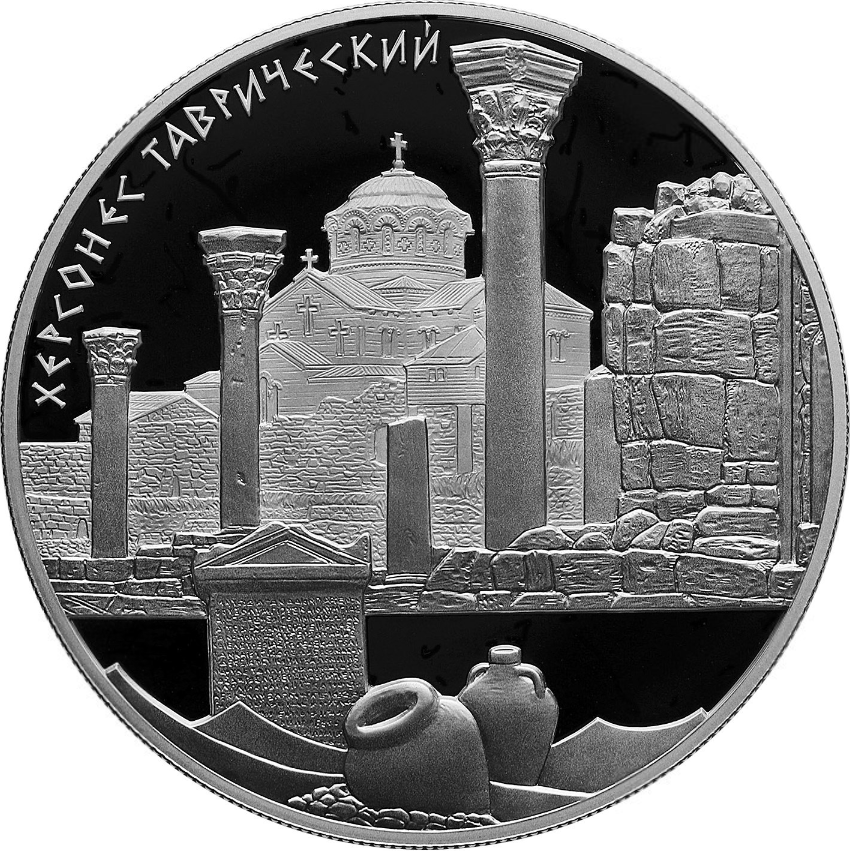
Базилика 1935 года на российской памятной серебряной монете номиналом 25 рублей 2017 г.

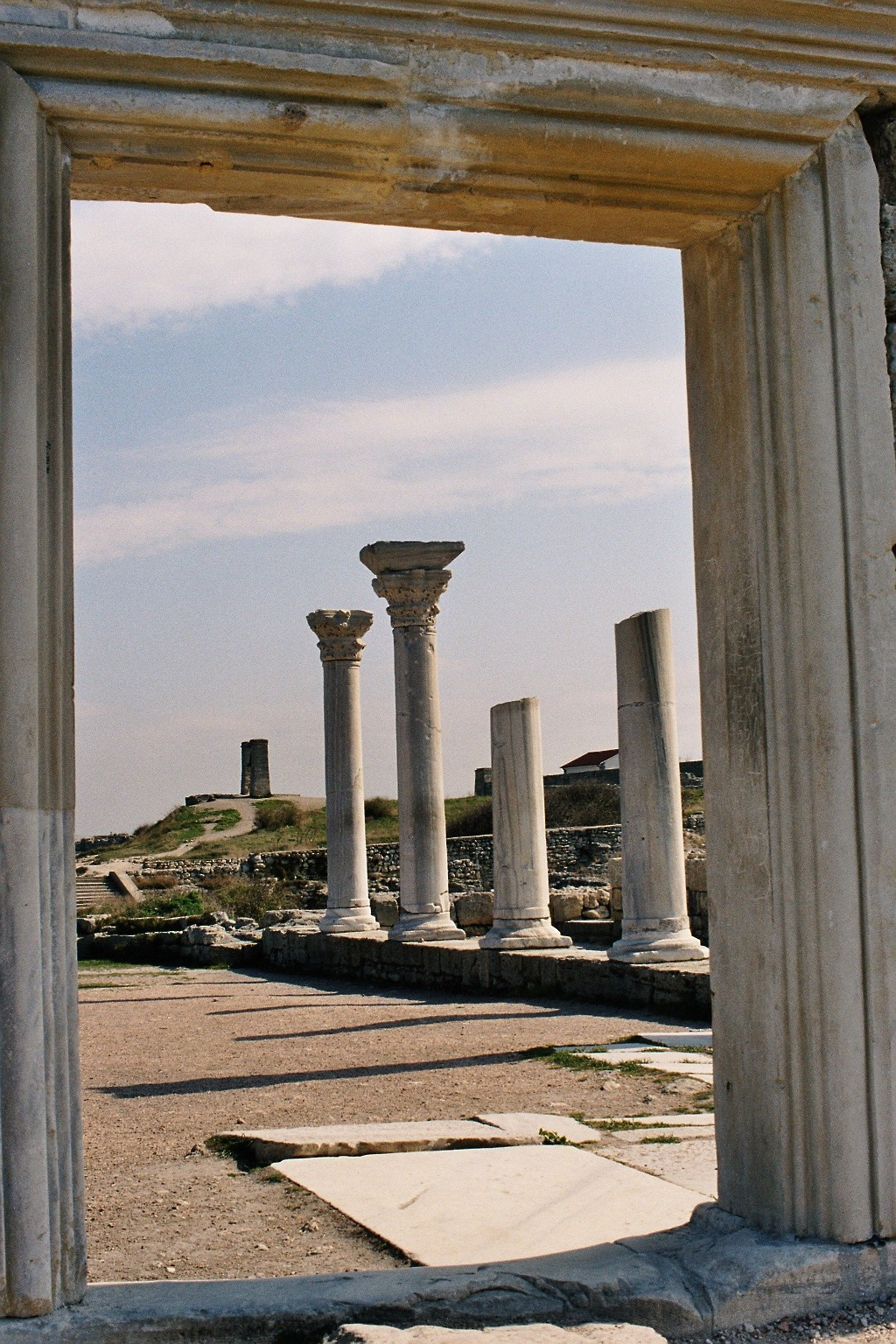
Колонны базилики

Базилика 1935 года — условное название самой известной базилики, раскопанной в древнегреческом городе Херсонесе Таврическом в 1935 году археологом Б. Г. Беловым. Базилика была построена, вероятно, в VI веке на месте более раннего храма. Эта базилика является своеобразным символом Херсонеса; её изображение используется на купюре двести рублей образца 2017 года и ранее использовалось на купюре одна гривна образца 1992 и 1994 годов (выведены из обращения 1 октября 2020 года).

## История
На месте сооружения Базилики находился небольшой храм с пятигранной апсидой. Оштукатуренные стены храма были украшены фресками. Пол был украшен мозаикой. Иудейские имена, сохранившиеся на штукатурке и известняковая плита с вырезанным на ней семисвечником — менорой, по мнению ученых, свидетельствуют о том, что сначала это была синагога.
Синагога была перестроена в христианский храм после указа императора Феодосия Великого (379—395), при котором христианство признавалось единственной истинной верой. Вскоре сооружение было разрушено. Историки предполагают, что это могло случиться в результате землетрясения в 480 году.
Старый храм был отстроен как христианская церковь. А примерно в конце VI — начале VII века на этом месте на фундаментах построили новый храм в виде базилики, которая была найдена археологами в 1935 году. В X веке базилика была разрушена, а на месте её среднего нефа соорудили небольшую часовню.
Найденные во время раскопок в среднем нефе мраморные плиты, которыми он был вымощен, оказались обломками саркофагов римского времени с рельефными изображениями языческих богов и героев, сцен заупокойной трапезы и прочего. Возможно саркофаги были установлены в мавзолее, где хоронили представителей знатных семей Херсонеса. Сегодня эти рельефы можно видеть в античной экспозиции музея.
В Турецкий период часовня использовалась как молитвенное место мусульман.

## Архитектура
Базилика 1935 года имеет классические для базилик очертания — это прямоугольное здание с восточным полукруглым выступом — апсидой. Внутреннее пространство храма разделялось продольными рядами колонн (по 6 колонн) на три нефы. Размеры здания по центральным осям — 32,5 м на 18,5 м. Базилика имела два придела — внутренний и внешний.